# Udsigt fra kunstnerens vindue
Udsigt fra kunstnerens vindue er et maleri fra 1825 af Martinus Rørbye (1803-1848), en dansk guldaldermaler der primært malede motiver indenfor genre-, landskabs og arkitekturmaleriet. Værket findes på Statens Museum for Kunst i København. Værket anses for at være ét af hovedværkerne inden for dansk guldalder. Billedet afspejler det begrænsede udsyn, som de fleste af datidens danskere havde, begrænset til de nære omgivelser, men måske med et forsigtigt, stjålent blik ud mod verden udenfor. Hans styrker var hans evne til at observere, hans farveteknik og evne til at indfange et landskabs særegne karaktertræk samt vejrets og lysets indflydelse.
Maleriet er et dansk eksempel på perioden Biedermeier (ca. 1815-60), hvor det vrimler med vinduer i litteraturen og billedkunsten - især i den tyske, østrigske og skandinaviske. I Biedemeier foretrækkes det velkendte, hjemlige og trygge frem for verden udenfor i al dens vrimlende ukendthed. Ved vinduet kan den store verden dog betragtes fra en sikker afstand. Vinduet skal ses som en grænseflade mellem det idylliske og ordentlige hjemmeliv, repræsenteret ved de velpassede potteplanter i vindueskarmen, og det spændende, men også fremmede liv udenfor, symboliseret ved skibene, der stævner ud fra havnen. Indrammet af vinduet bliver den ukendte og uoverskuelige virkelighed til et drømmeagtigt billede, man trygt kan kigge på og fantasere om uden at deltage i.

## Baggrund
Martinus Rørbye var en rejsende kunstner. Livet igennem opsøgte han nye motiver i ind- og udland, og han gengav mennesker, steder og arkitektur med næsten etnografisk interesse. Hans indfaldsvinkel var en seriøs og oprigtig interesse for de mennesker, han mødte, deres skikke og særlige kendetegn.
Han blev født i Drammen, Norge i 1803, men flyttede med familien til Danmark efter ophævelsen af den dansk-norske union i 1814. I København begyndte han at studere malekunst på Det Kongelige Danske Kunstakademi i 1820, og han gik på akademiet i knap ti år. Han var inspireret af kunstnerne Johann Christian Dahl (1788-1857), Horace Vernet (1788-1863) og Caspar David Friedrich (1774-1840). Hans lærer på akademiet var Christian August Lorentzen (1746-1828), og han fik yderligere lektioner hos Christoffer Wilhelm Eckersberg (1783-1853).
Rørbye blev en populær kunstner ved at sælge malerier til den danske kongefamilie og igennem adskillige portrætbestillinger fra Københavns middelklasse. Som ivrig rejsende tog han på dannelsesrejse i 1834-37, hvor han besøgte Paris, Rom, Sicilien, Grækenland og Tyrkiet. I Paris studerede han fransk samtidskunst. I 1844 blev han professor på Det Kongelige Danske Kunstakademi, som den første af Eckersberg elever. Lig Eckersberg kan Rørbye grundlæggendes ses som realist. Hans malerier var nøgterne men viste en unik sympati for de mennesker, han malede.
Udsigt fra kunstnerens vindue blev malet, da Rørbye skulle til at forlade sit barndomshjem - i en tid, hvor hans ideer om kunst var i forandring; bl.a. pga. hans studier med Eckersberg og Romantikkens indflydelse.

## Beskrivelse og temaer
Maleriet forestiller kunstnerens udsigt fra hans vindue i forældrenes hjem. Udsigten er over Flådestation Holmen med en ketch og fire orlogsskibe, hvoraf et er under opbygning på værftet. To rebslagerier kan skimtes, ligeså kan mastekranen. I vindueskarmen er der adskillige planter i potter, hvoraf én af planterne er en stikling inde i et vækstglas. I vindueskarmen står også to gipsafstøbninger af fødder; en barne- og en voksenfod. Fra den øvre vindueskarm hænger et fuglebur og i midten af karmen hænger et ovalt spejl.
Ligesom de fleste andre malerier fra den romantiske periode rummer værket mange underliggende symbolske betydninger. Vinduet åbner ud mod lyset; skibene i havnen på vej mod fjerne kyster symboliserer længslen efter et ukendt kald; buret med den indespærrede fugl over vinduet forestiller en overgangsposition imellem forældrenes hjem og den ydre verden, i dette tilfælde et fængsel for kunstneren, der ønsker at udforske verden udenfor. I vindueskarmen symboliserer potteplanter menneskelivets forskellige udviklingsstadier - for de romantiske malere blev det kreative geni ofte symboliseret som en plante eller blomst, der vokser fra et frø til en stor plante, som udvikler sig mod himlen - med sin egen livscyklus, sine egne frø, og næres af vand og lys.
Fra de spirende frø til den fuldt blomstrende hortensia gives der også grundlag for en tolkning, hvor der foreslås, at planterne tilsammen symboliserer et ungt menneskes liv fra fødslen indtil det flytter hjemmefra og påbegynder sit eget voksenliv. De to afstøbninger af fødder underbygger denne tolkning, idet barnefoden forsigtigt rører underlaget, hvorimod den voksne er solidt plantet på underlaget. En skitsebog med blanke sider - også placeret i vindueskarmen - venter på at blive fyldt ud, imens indersiden af værelset, hvor kunstneren maler, reflekteres i det ovale spejl, som hænger i vinduet - et billede på den tilfangetagne sjæl.